# Herberstein
Herberstein – austriacka rodzina arystokratyczna wywodząca się ze wschodniej Styrii. Pierwsze wzmianki na jej temat pochodzą z 1287 i dotyczą protoplasty rodu: Ottona von Aflenza (zm. 1340), występującego również w starych dokumentach jako Otto von Hartberg. Nabył on na własność zamek Herberstein, od którego wzięła się późniejsza nazwa rodu. W 1537 ród został zaliczony w poczet niemieckiej szlachty otrzymując tytuł barona (freiherr), a w 1644 uzyskał tytuł hrabiów Rzeszy (reichsgraf), odebrany im w 1710.

## Herb
Herb rodziny Herberstein przedstawia umieszczoną w środkowym miejscu srebrną krokiew na czerwonym polu. Według tradycji został on ustanowiony przez Zygmunta Herbersteina i miał symbolizować przywiązanie rodu do ziemi oraz wywodzenie się rodu z bogatego chłopstwa.

## Historia rodu

### Linia styryjska
Rodzina Herbersteinów od początku znana była ze swojej służby na dworze Habsburgów, od których otrzymali rozliczne dobra na terenie krajów, w których ci panowali. Z najstarszej linii rodu, styryjskiej, znanych jest około 400 osób noszących to nazwisko, które piastowały znaczne funkcje krajowe i kościelne w Styrii. Ponadto wśród jej przedstawicieli znaleźli się znani profesorowie matematyki, filozofii, gramatyki i historii.
Nabycie przez kolejnych członków rodu nowych posiadłości ziemskich oraz małżeństwa zawarte w XIV i XV w. doprowadziły do zwiększenia pozycji rodziny w Austrii. Najważniejszym z nich było małżeństwo zawarte między Leopoldem von Herbersteinem a księżniczką Eleonorą von Eggenberg, w wyniku którego Herbersteinowie przejęli na własność zamek Eggenberg w Grazu, który stanowił ich siedzibę rodową do 1938, kiedy to został przejęty przez władze styryjskie. Z kolei ich posiadłości ziemskie należały do największych w Austrii.
Znani przedstawiciele rodu:

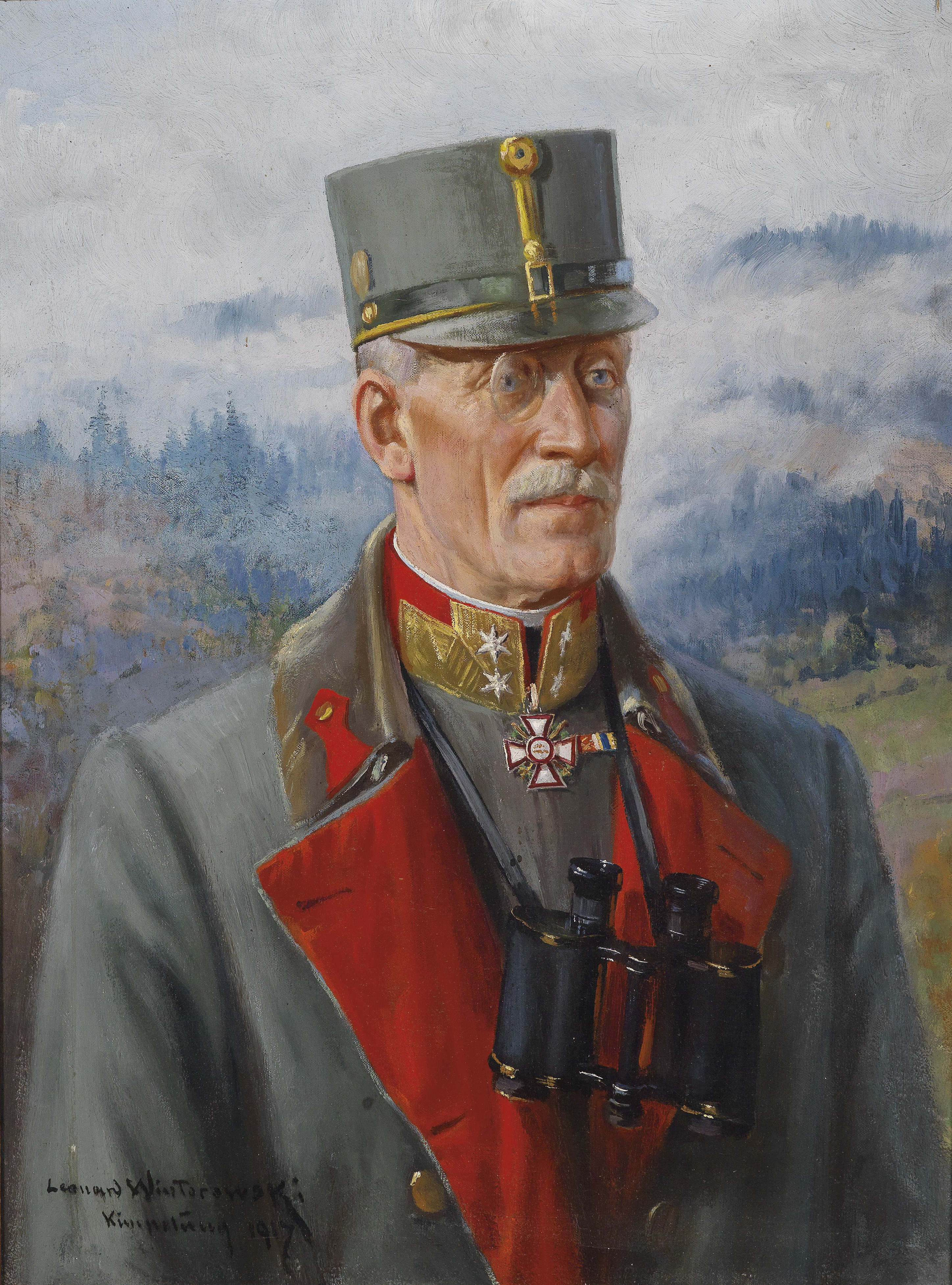
Feldmarszałek Heribert von Herberstein

- Günther von Herberstein (zm. 1421), kasztelan zamkowy w Grazu, starosta styryjski
- Bernhardin von Herberstein (zm. 1554), pułkownik styryjski
- Siegmund von Herberstein (1486–1566), dyplomata
- Caspar von Herberstein (zm. 1572), dowódca i ochmistrz
- Georg von Herberstein (1529–1586), starosta krajowy Styrii, jego synami byli:
  - Bernhardin von Herberstein (1566–1624), dowódca styryjski
- Leopold von Herberstein (zm. 1606), feldmarszałek, minister wojny
- Adam von Herberstein (1577–1626), skarbnik na dworze cesarza Macieja Habsburga, później ambasador w Konstantynopolu
- Johann Georg von Herberstein (1591–1663), biskup ratyzboński
- Georg Sigmund von Herberstein (1594–1663), dyplomata, prowincjał dominikanów
- Ferdinand von Herberstein (1605–1673), jezuita, profesor dialektyki, etyki, scholastyk i profesor prawa kanonicznego w Grazu i Linzu
- Maximilian von Herberstein (1601–1680), starosta krajowy Styrii
- Sigismund Christoph von Herberstein (1644–1716), biskup lublański
- Maximilian von Herberstein (1609–1688), generał w Republice Weneckiej. Jego synami byli:
  - Ernst Gundakar von Herberstein (1654–1723), feldmarszałek
  - Matthias Gundakar von Herberstein (1658–1737), członek saskiej tajnej rady
- Ferdinand Ernst von Herberstein (zm. 1691), wojskowy i członek dworskiej rady wojennej
- Johann Joseph von Herberstein (zm. 1692), wielki przeor zakonu joannitów na Węgrzech, później generał zakonu w Chorwacji
- Ferdinand Ehrenreich von Herberstein (zm. 1692), członek dworu cesarskiego
- Ferdinand Ernst Karl von Herberstein (zm. 1720), matematyk; sędzia Sądu Krajowego w Czechach
- Johann Ferdinand von Herberstein (1663–1721), feldmarszałek, wiceprzewodniczący austriackiej rady wojennej
- Carl Leopold von Herberstein (zm. 1726), feldmarszałek, członek rady wojennej, wielki przeor joannitów
- Leopold von Herberstein (1655–1728), adiutant księcia Eugena; feldmarszałek i przewodniczący dworskiej rady wojennej
- Ferdinand Leopold von Herberstein (1695–1744) poseł w Sztokholmie, później minister. Jego synami:
  - Anton Johann Nepomuk von Herberstein (1725–1774), książę-biskup trydencki
  - Karl Wenzel von Herberstein (1729–1798), poseł zakonu joannitów w Wiedniu, feldmarszałek
  - Ernest Johann Nepomuk von Herberstein (1731–1788), pierwszy biskup Linzu
- Johann Seyfried von Herberstein(1706–1771), przewodniczący rady dworskiej,
- Johann Leopold von Herberstein (1712–1789), starosta krajowy Styrii
- Johann Karl von Herberstein (1719–1787), biskup lublański
- Joseph von Herberstein (1757–1816), wiceminister skarbu
- Heribert von Herberstein (1863–1940), feldmarszałek

### Linia śląska
Linia ta została założona ok. 1600 przez barona Johanna Bernharda Starszego von Herbersteina (zm. 1665), który wszedł w posiadanie dóbr na Śląsku i w hrabstwie kłodzkim. Piastował wiele funkcji na cesarskim dworze, w tym podkomorzego Karyntii. Ożenił się ze śląską szlachcianką, baronówną Julianą Kunigundą Tschentschau-Mettich (zm. 1645), z którą miał synów:
- Johann Friedrich von Herberstein(inne języki) Starszy (1626–1701), dzięki małżeństwu z Marią Maximilianą von Annenberg uzyskał w 1651 dobra ziemskie w Gorzanowie (Grafenort), na ziemi kłodzkiej, które znajdowały się w posiadaniu rodu do 1930 jako ordynacja.
- Johann Georg Bernhard Freiherr von Herberstein (ur. 21 kwietnia 1627 w Nysie, zm. 18 kwietnia 1649 w Rzymie), był kanonikiem wrocławskim[1].
- Johann Bernhard II von Herberstein (także znany jako Johann Bernhard Młodszy von Herberstein; 1630–1685), od 1671 starosta krajowy wrocławski i głogowski. W 1680 ufundował freski i sztukaterie w nawie głównej w kościele należącym do kościoła Bożego Ciała w Brzegu Głogowskim. W tej samej miejscowości wzniósł barokowy pałac w latach 1671–1685 według planów architekta Carlo Lurago[2].

Synami Johanna Bernharda II byli:
- Johann Friedrich Erdmann von Herberstein (znany również jako Johann Friedrich Młodszy) (1658–1712) przebywał w latach 1678–1683 na studiach we Włoszech. Po powrocie ożenił się z Marią Karoliną von Zierotin (zm. 1719). Odziedziczył po swoim ojcu majątek w Gorzanowie. W latach 1696–1707 był starostą hrabstwa kłodzkiego.
- Johann Erdmann Leopold von Herberstein (1659–1728) był do 1713 członkiem śląskiej rady dworskiej[1] Zawarł pierwsze małżeństwo z Marią Teresą von Althann (zm. 1703), córka Michała Wacława von Althann i Anny Marii von Aspremont; drugie małżeństwo zawarł z Marią Rosalią hrabiną Jörger, córką gubernatora Dolnej Austrii Johanna Quintina Joergera. W 1701 odziedziczyła po ojcu alodia na Śląsku, a po śmierci bratanka swojego męża Johanna Antona von Herbersteina w 1720 majątek w Gorzanowie.
  - Johann Anton von Herberstein, był jedynym synem Johanna Friedricha Młodszego, ożenił się z hrabianką Marią Antoniną von Liechtenstein. Po śmierci ojca odziedziczył w 1712 majątek w Gorzanowie, a w 1719 posiadłość w Krosnowice. Zmarł po 6 lipca 1720 w Pradze, nie pozostawiając po sobie spadkobiercy; wdowa po nim odziedziczyła dobra alodialne w Krosnowicach. Z kolei dobra gorzanowskie przeszły we władanie Johanna Leopolda von Herbersteina, pana na Wangern (zm. 1728), brata jego ojca.

Tym samym dobra w Gorzanowie dostały się we władanie linii styryjskiej rodu Herbersteinów:
- Johann Gundacker I von Herberstein, był prawdopodobnie synem feldmarszałka Ernsta Gundakara von Herbersteina, zmarłego w 1723 (patrz linia styryjska), w związku z tym, że nie ukończył 18 lat, majątkiem zarządzała jego matka, Maria Józefa von Breuner. W 1735 objął samodzielne rządy w swoim majątku. Ożenił się z Marianną N. N. Zmarł w 1770, a jego następcą był jego syn.
- Johann Gundacker II von Herberstein (zm. 1810). Odziedziczył ordynację gorzanowską w 1770, rozbudowując wioskę o nowe kolonie. Ożenił się z Antoniną von Schrattenbach, a po jej śmierci w 1778 z hrabiną von Stargk. Dziewięć lat później zmarł, a jego następcą został jego jedyny syn.
- Johann Hieronymus von Herberstein, odziedziczył dobra w Gorzanowie w 1772. Ożenił się z hrabiną Henriettą von Salm-Kyrburg. Założył w 1816 teatr pałacowy. Zmarł w 1847 w Gorzanowie.

## Posiadłości w Czechach i na Morawach
- Budin an der Eger (1858–1945)
- Goltschjenikau
- Groß Opatowitz
- Welkan
- Libochowitz (1868–1945)
- Slatina (1858–1945)
- Triesch (1626–1657)
- Wällisch Birken (1858–1945)